# فوق (فلم)
فوق (بالإنجليزية: Up) هو فلم مغامرات كوميدي-درامي أمريكي مُحرك حاسوبياً صدر عام 2009. انتجته شركة بيكسار انيميشن ستوديوز وتم إصداره بواسطة شركة والت ديزني بيكتشرز. يدور الفلم حول أرمل مسن يُدعى «كارل فريدريكسن» (ادى صوته الممثل إد أسنر) وصبي جاد يُدعى «راسل» (جوردان نجاي)، يقوم كارل بربط منزله بآلاف البالونات لينطلق في تحقيق حلمه برؤية براري أمريكا الجنوبية وإكمال الوعد الذي قطعه لزوجته الراحلة «إيلي». أخرج الفلم بيتي دوكتر وشارك في الإخراج بوب بيترسون، الذي كتب سيناريو الفلم مع بيتي دوكتر أيضاً، بالإضافة إلى القصة مع توماس مكارثي. قام بتأليف الموسيقى مايكل جاكينو، الذي قام أيضاً بتأليف موسيقى فلمي بيكسار أبطال خارقون وخلطة بيطة بالصلصة.
بدأ دوكتر العمل على القصة في عام 2004 بعنوان «هيليومز» (Heliums)، ووالتي كانت تستند إلى تخيلات الهروب من الحياة عندما تصبح مزعجة للغاية. قضى هو وأحد عشر فنانًا آخرين من بيكسار ثلاثة أيام في فنزويلا لجمع الأبحاث والبحث عن الإلهام. رُسمت تصاميم الشخصيات بطريقة كاريكاتورية وبأسلوب غير واقعي إلى حد كبير، وتم تحدي أخصائي الرسوم المتحركة لإنشاء قماش واقعي.
عُرض الفلم في 29 مايو 2009، وافتتح مهرجان كان السينمائي لعام 2009، ليصبح أول فلم رسوم متحركة وأول فلم ثلاثي الأبعاد يقوم بذلك. حقق الفلم ايرادات تبلغ أكثر من 735 مليون دولار، ليصبح سادس اعلى الأفلام ايراداً في عام 2009. حصل الفلم على إشادة عالمية من النقاد والجمهور، ووصفه الكثيرون بأنه أحد أفضل أفلام الرسوم المتحركة على الإطلاق. تمت الإشادة بأداء آسنر الصوتي وبموسيقى مايكل جاكينو التصويرية، بالإضافة إلى مونتاج اللقطة الذي يظهر بها كارل وزوجته إيلي وهم يكبران معاً. حصل الفلم على جائزتي أوسكار، بما في ذلك جائزة أفضل فلم رسوم متحركة، كما رُشح لثلاث جوائز أوسكار أخرى، بضمنها جائزة أفضل فلم، مما يجعله ثاني فلم رسوم متحركة في التاريخ يحصل على هذا العدد من الترشيحات (بعد فلم الجميلة والوحش 1991) وأول فلم من إنتاج شركة بيكسار يقوم بذلك.

## القصة
الفلم يتحدث عن ذكريات العجوز كارل فريدريكسون (فريد زين في النسخة العربية) البالغ 87 عاماً الذي حلم طيلة حياته هو وزوجته أن يزورا حدائق وغابات أمريكا الجنوبية، إلا أنها توفيت قبل أن يحقق لها ما تريد، فيقرر الذهاب إلى هناك مباشرة. ولأنه كان بائعا للبالون يقرر السفر إلى هناك مع منزله الذي يحمل معه كل ذكرياته، بأن يرفع البيت بعدد كبير من البالون المليء بالهيليوم ويبحر به كالمنطاد. ومع انطلاقه فوق لا يلاحظ العجوز أن أحد الأطفال الفضوليين والثرثارين قد تعلق بشرفة المنزل وارتفع معه. وهنا تبدأ المغامرة حيث رجل عجوز وطفل شقي وأحمق في مغامرة بغابات وأدغال فنزويلا وبعدها يبدأ العجوز بتعلق بالطفل
.

## أداء الأصوات
- إد أسنر بدور «كارل فريدريكسن»: بائع وأرمل يطير من منزله إلى شلالات بارادايس لتحقيق حلم الطفولة الذي تقاسمه مع زوجته الراحلة إيلي. أشار بيتي دوكتر وجوناس ريفيرا إلى أن شخصية الممثل أسنر التلفيزيونية «لو غرانت» ذات الأنا البديلة، كانت مفيدة في كتابة شخصية كارل لأنها أرشدتهم في الموازنة بين الجوانب المحببة وغير المحببة للشخصية متعركة المزاج.[15] عندما قابلوا أسنر وقدموا له نموذجاً لشخصيته، قال مازحاً: «أنها لا تشبهني». (من المفترض أن يشبه مظهر كارل الممثل سبنسر تريسي كما ظهر في فلمه الأخير، خمن من سيأتي للعشاء.[16]) صمموا حواره بجمل قصيرة ومزيداً من الأصوات الصامتة، مما «عزز فكرة أن كارل، بعد وفاة إيلي، هو دب مستاء استيقظ موخوزاً أثناء سباته».[17]
  - جيريمي ليري بدور «كارل فريدريكسن» الشاب
- جوردان ناغاي بدور «راسل»: مستكشف برية يحاول الحصول على شارة استحقاق لـ «مساعدة المسنين» ويصبح مسافراً خلسة في منزل كارل أثناء طيرانه إلى شلالات بارادايس. خلال الفلم، أشار راسل بشكل غير مباشر أثناء حديثه مع كارل إلى ان والديه لم يعودا معاً.[18] اعتمد تصميم شخصية راسل على رسام الرسوم المتحركة في بيكسار «بيتر سون»، وهو كوري-أمريكي.[19] غالبًا ما يرسم موظفو بيكسار بعضهم البعض أثناء الاجتماعات، وأصبح رسم بيتر سون نموذجاً لراسل.[20] اختبر دوكتور 400 فتى في دعوة لتجارب الأداء على الصعيد الوطني من أجل القيام بالدور.[21] جوردان ناغاي، وهو أمريكي-ياباني،[22] ظهر في تجربة أداء مع شقيقه، الذي كان في الواقع هو الشخص الذي يقوم بتجربة الأداء. أدرك دوكتور أن ناغاي يتصرف ويتحدث بلا توقف مثل راسل فاختاره للدور.[23] كان ناغاي يبلغ من العمر ثماني سنوات عند أداء الدور.[13] شجع دوكتور ناغاي على التمثيل جسدياً وكذلك صوتياً عند تسجيل الدور، رفعه رأسًا على عقب ودغدغه في المشهد الذي يقابل فيه راسل كيفن.[17] لاحظ الأمريكيون ذوي الأصول الشرق آسيوية بشكل إيجابي أختيار بيكسار لأول شخصية من شرق آسيا تقوم بدور البطولة،[24][25] على عكس الممارسة الشائعة المتمثلة في اختيار أشخاص من غير شرق آسيا في أدوار شرق آسيوية،[26] لا سيما في أختيارهم لدور فتى «أمريكي بالكامل» بدون أي صور نمطية تُرى عادةً مع شخصيات من أصول شرق آسيوية، مثل فنون الدفاع عن النفس.[27]
- كريستوفر بلامر بدور «تشارلز ف. مونتز»: مستكشف مشهور يدعي أنه اكتشف نوعًا من الطيور العملاقة ولم يره منذ ذلك الحين تعهد بإحضار عينة حية من أمريكا الجنوبية. قد يكون اسم منطادته، "Spirit of Adventure" (روح المغامرة) ، مستوحى من طائرة تشارلز لندبرغ "Spirit of St. Louis" (روح سانت لويس).[28] في العديد من المقابلات، ذكر بيتي دوكتر أن هاوارد هيوز والمغامرين الواقعيين تشارلز لندبرغ وبيرسي فاوست كمصدر إلهام لشخصية مونتز.[29]
- بوب بيترسون بدور:
  - داغ: كلب من سلالة المسترد الذهبي غير متوافق مع مجموعة كلاب مونتز التي يمكنها جميعاً التواصل مع البشر من خلال جهاز على كلٍ من أطواقهم.[28] عرف بوب بيترسون أنه سيؤدي صوت داغ عندما كتب عبارة «لقد قابلتك للتو، وأنا أحبك»، والتي كانت مبنية على ما قاله طفل له عندما كان مرشد مخيم في الثمانينيات. يتضمن أصدار الدي في دي للفلم على فلم قصير بعنوان «مهمة داغ الخاصة» (Dug's Special Mission)، والذي يتبع ما حدث للداغ قبل أول لقاء له مع كارل وراسل. ظهر داغ سابقاً في فلم خلطة بيطة بالصلصة كظل على جدار ينبح على «ريمي».[28]
  - ألفا: زعيم كلاب الدوبيرمان بينشر. صرح بيت دوكتر أن ألفا «يرى نفسه كلينت إيستوود». على الرغم من مظهره الذي تبدو عليه ملامح التهديد والخطورة، إلا أن عطلًا متكررًا في طوق ترجمة ألفا يجعل صوته يبدو عالي النبرة وحاداً، كما لو كان يتنفس الهيليوم. الصوت الطبيعي لمترجمه هو صوت جهير رنان ومخيف. في أي من الصوتين، يمتلك ألفا نمط حديث مليء بالحشو مما يجعل جمله أطول من اللازم.
- بيتي دوكتر بدور:
  - كيفن: «وحش شلالات بارادايس».
  - كامباستر ستراوتش: قائد كشافة راسل، شوهد في نهاية الفلم.
- إليزابيث دوكتر بدور «إيلي»: فتاة جريئة ومغامرة تلتقي بكارل في طفولتهما عندما دخل منزلها وتزوجها في النهاية كشخص بالغ. مؤدية الصوت هي ابنة المخرج،[30] والتي قدمت أيضًا بعض الرسومات التي أظهرتها إيلي. ادت إليزابيث صوت إيلي فقط عندما كانت طفلة، لأن إيلي البالغة لم يكن لديها جمل منطوقة.[31]
- ديلروي ليندو بدور «بيتا»: كلب من سلالة روت وايلر،[28] وأحد كلاب مونتز.
- جيروم رانفت بدور«جاما»: كلب من سلالة بلدغ،[28] وأحد كلاب مونتز.
- جون راتزنبرجر بدور «توم»: عامل البناء الذي يسأل عما إذا كان كارل جاهزًا لبيع منزله.[28]
- ديفيد كاي بدور «مذيع نشرة إخبارية».
- داني مان بدور «ستيف»: عامل بناء أصابه كارل بعد أن أضر بطريق الخطأ صندوق بريد كارل.
- «ميكي ماكجوان» بدور «إيديث»: ضابطة شرطة أحضرت كارل إلى المنزل بعد انتهاء موعده في المحكمة.
- دون فوليلوف وجيس هارنيل بدور «جورج» و«أيه. جاي.»: ممرضتان تعملان في قرية شادي أوكس للتقاعد.

| اسم الشخصية      | اسم الشخصية بالإنجليزيّة   | مؤدي الصوت الأصليّ (بالإنجليزيّة) | مؤدي الصوت باللهجة المصرية |
| ---------------- | ------------------------- | ------------------------------- | -------------------------- |
| فريد زين         | Carl Fredricksen          | إدوارد أسنر                     | محمد عبدالمعطي             |
| رامز             | Russell                   | جوردن ناغاي                     | كريم ناجي                  |
| شهد              | Dug                       | بوب بيترسون                     | خالد منصور                 |
| شارل سمعان       | Charles F. Muntz          | كريستوفر بلامر                  | محمود زكي                  |
| أبجد             | Alpha                     | بوب بيترسون                     | جهاد أبو العينين           |
| هوّز              | Beta                      | دلروي لندو                      | رضوان صوان                 |
| كلَمُن             | Gamma                     | جيروم رانفت                     | سيد الرومي                 |
| إلى الصغيرة      | Young Ellie               | إليزابث دوكتر                   | خلود عمر                   |
| فريد الصغير      | Young Carl                | جيريمي ليري                     | كريم جعفر                  |
| رئيس مشرف البناء | Construction worker Tom   | جون راتزنبرجر                   | جهاد أبو العينين           |
| المذيع           | Newsreel announcer        | دايفد كاي                       | مصطفى حشيش                 |
| الشرطية إيديث    | Police officer Edith      | ميكي ماكجووان                   | دينا النجار                |
| سليم عامل البناء | Construction worker Steve | داني مان                        | أحمد شاهين                 |
| الممرض جورج      | Nurse George              | دونالد فوليلوف                  | هاني عبد الحي              |
| الممرض أحمد      | Nurse AJ                  | جيس هارنل                       | إسلام حسيب                 |
| الكشافة توم      | Campmaster Strauch        | بيت دوكتر                       | وائل شاهين                 |

### أصوات نسخةسوبر إم للإنتاج(العربية الفصحى)
- عمر الشماع - كارل فريدريكسن
- ناجي شامل - شارلز مونتيز
- غدي حكيم - راسل
- طه العبد - دوغ
- حسني بدر الدين - بيتا
- خالد السيد - غمأ
- عماد فغالي - ألفا
- محمود النحيلي - طوم
- سعد حمدان - المقدم، الممرض جورج، مسؤول المخيم ستراوتش
- كارين عودة - ايلي الصغيرة
- أسمهان البيطار - كارل الصغير
- إيمان بيطار - الشرطية ايديث
- محمد الحريري - العامل ستيف
- سامي ضاهر - الممرض أي جي
- فؤاد شمص - مسؤول المخيم سترواتش
- رنا الرفاعي
- توفيق شهاب
- حسان حمدان
- جمال حمدان
- رودي قليعاني

## الإنتاج

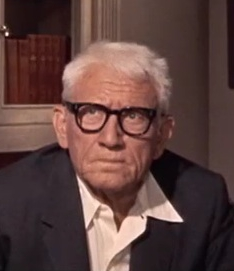
الشخصية الرئيسية "كارل فريدريكسن" مبنية جزئياً على الممثل سبنسر تريسي.

### التطوير
بدأ المخرج بيتي دوكتر بكتابة الفلم في عام 2004 تحت عنوان «هيليومز» (Heliums). طور فكرة المنزل الطائر الخيالية بالاستناد إلى فكرة الهروب من الحياة عندما تصبح مزعجة للغاية، والتي نشأت عن صعوبة تعامله مع المواقف الاجتماعية خلال نشأته. ساعد الممثل والكاتب توماس مكارثي كل من دوكتر وبوب بيترسون في تشكيل القصة لمدة ثلاثة أشهر تقريباً. اختار دوكتر شخصية رجلٍ عجوز للدور الرئيسي بعد قيامه برسم صورة لرجل عجوز غاضب مع بالونات مبتسمة. اعتقد الرجلان أن الرجل العجوز كانت شخصية جيدة كبطل للفلم لأنهم شعروا أن تجارب كبار السن والطريقة التي يؤثرون بها على نظرتهم للعالم كانت مصدراً غنياً للفكاهة. لم يكن دوكتر قلقًا بشأن بطل الرواية المسن، مشيرًا إلى أن الأطفال سيتعلقون بكارل بالطريقة التي يتعلقون بها مع أجدادهم.
اختلفت التصورات الأولية عن الفلم النهائي. تضمنت النسخة الأولية من الفلم مدينة عائمة على كوكب فضائي يسكنها مخلوقات تشبه الدمى، مع شقيقين يتنافسان على وراثة مملكة والدهما، وعندما سقط الشقيقان على الأرض، واجهوا طائراً طويلاً ساعدهم على فهم بعضهم البعض. ولكن يبدو أن القصة لم تعمل بشكل صحيح، وأدرك دوكتر وبيترسون أن العنصر الأكثر إثارة للإهتمام هو انعزال المدينة العائمة. ومع ذلك، فإن الأشخاص الذين يعيشون هناك سيكوّنون مجتمع كامل، وبالتالي لم يكونوا معزولين حقاً. لذلك تم تجريد المدينة بأكملها إلى منزلٍ طائر واحد مع راكب واحد فقط، حيث حلت البالونات محل السحر الذي أبقى المدينة عائمةً. بعد ذلك توصلوا إلى فكرة استخدام شخص كبير في السن، ووجدوا ان التناقض بين الرجل المسن متعكر المزاج والبالونات السعيدة في رسم دكتور كان جذاباً، مما ألهمهم للعمل إستناداً إليه. قدم هذا المفهوم الجديد العديد من العناصر التي شقت طريقها إلى الفلم النهائي، ولكن في هذه النسخة قام كارل وراسل بإنزال المنزل على متن منطاد تجسس من الحقبة السوفيتية مموهاً كسحابةٍ عملاقة بدلاً من النزول على جبل «تيبوي». تمت إعادة كتابة هذه الفكرة بسبب تشابهه مع فكرة فلم أخرى كانت بيكسار تطورها. فكرة أخرى أضافها دوكتر، ثم أزالها، كانت عبارة عن ينبوع سحري لبيض الشباب الذي يضعه الطائر، من أجل شرح التناقض العمري بين مونتز وكارل، لكنهم قرروا أن هذه الحبكة الفرعية مشتتة للغاية، وسيغفر الناس هذا التناقض البسيط. كان فلم عامل المحطة، من أخراج توماس مكارثي، أكثر العوامل تأثير على الفلم منذ البداية.
أشار دوكتر إلى أن الفلم يعكس صداقاته مع خبراء ديزني فرانكلين توماس وأولي جونستون وجو غرانت (الذين ماتوا جميعًا قبل إصدار الفلم وبالتالي تم تخصيص الفلم لهم). أعطى جو غرانت موافقته على السيناريو بالإضافة إلى بعض النصائح قبل وفاته عام 2005. يذكر دوكتر أن غرانت نبهه بأن الجمهور بحاجة إلى «أساس عاطفي» بسبب مدى سخافة ما ستأول إليه المغامرة لو لم يكن هناك اساس عاطفي في الفلم، لذلك أضاف دوكتر إلى القصة حبكة حداد كارل على زوجته. أشار دوكتر وجوناس ريفيرا إلى أن طبيعة كارل الساحرة على الرغم من غضبه مستمدة من كبار السن «الذين يتمتعون بهذا السحر وتقريبًا ’ترخيص الرجل العجوز’ لقول أشياء لا يستطيع الآخرون قولها».
كان كارل في المسودة الأولى للقصة «يريد فقط أن ينضم إلى زوجته في السماء. لقد كان نوعاً من مهمة انتحارية غريبة أو شيء من هذا القبيل. ومن الواضح أن هذه كانت [مشكلة]، فمبجرد أن ينطلق في الهواء، ثم ماذا؟ لذلك كان علينا أن نضع له هدفاً لم يحققه بعد». نتيجة لذلك أضافوا حبكة الذهاب إلى أمريكا الجنوبية. أختير هذا الموقع بسبب كل من حب دوكتر للمواقع الاستوائية، وأيضاً رغبته في موقع يمكن لكارل أن يعلق به مع طفل بسبب عدم القدرة على تركه مع سلطة ما مثل ضابط شرطة أو أخصائي اجتماعي. واختارو شخصية الطفل كوسيلة لمساعدة كارل على التوقف عن «تمسكه بأساليبه وعدم رغبته بالتغيير».
ابتكر دوكتر شخصية داغ لأنه شعر أنه سيكون من الممتع إظهار ما يفكر فيه الكلب، بدلاً من ما يفترضه الناس. من أجل تجسيد شخصيات الكلاب استعان الفنانين ورسامي الرسوم المتحركة بالاستشاري والطبيب البيطري ومحلل سلوك الكلاب والمدرب الدكتور إيان دنبار لتعلم اساليب تواصل الكلاب ولغة جسدها وسلوكيات القطيع. فكرة صوت ألفا مستمدة من التفكير فيما سيحدث إذا حطم شخص ما مشغل أسطوانات وأستمر بالعمل على درجة صوتية مرتفعة دائماً. أضيفت شخصية راسل إلى القصة في وقت لاحق من إضافة داغ وكيفين؛[15] ساعد وجوده، وكذلك وجود عمال البناء، على جعل القصة تبدو أقل «عرضية».
تعكس علاقة كارل مع راسل كيف أنه «ليس مستعدًا حقًا للزوبعة التي يمر بها الطفل، كما هو الحال بالنسبة لعدد قليل منا». وأضاف دوكتر أنه يرى الفلم على أنه قصة «نضج» و «قصة حب غير مكتملة»، مع استمرار تعامل كارل مع فقدان زوجته. وأشار إلى أخذه الألهام من فلم كازبلانكا ورواية ترنيمة عيد الميلاد، وهما قصتان عن رجال فقدوا شيئاً ما، واستعادوا الهدف خلال رحلتهم. كما أشار دوكتر وريفيرا إلى استلهامهم من ذا موبيتس وهاياو ميازاكي ودمبو وبيتر بان. لقد رأوا أيضًا أوجه تشابه مع قصة ساحر أوز وحاولوا عدم جعل الفلم شديد الشب به. هناك مشهد حيث قام كارل وراسيل بسحب المنزل العائم عبر الغابة. قارن أحد موظفي بيكسار المشهد بفلم «فيتزكارالدو»، شاهد دوكتر هذا الفلم وكذلك شاهد فلم «المهمة» للحصول على مزيد من الإلهام. شخصية «تشارلز مونتز» مستوحاة من الطيار الأمريكي هاوارد هيوز والممثل إيرول فلين.

### الرسوم المتحركة

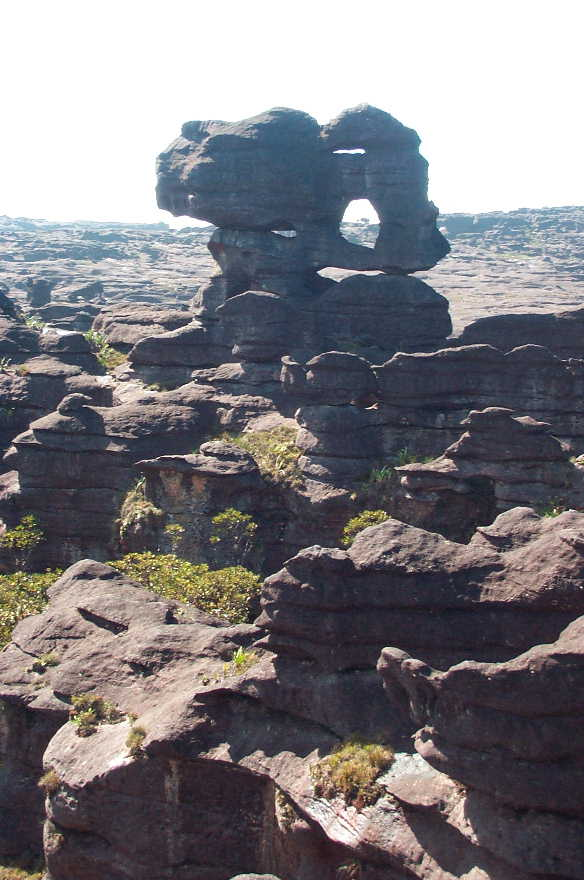
زار دوكتر وأحد عشر فناناً من بيكسار جبال "تيبوي" في فنزويلا في عام 2004 لإجراء الأبحاث حول بيئة الفلم.

جعل دوكتر فنزويلا موقعاً لتصوير الفلم بعد أن أعطاه رسام الرسوم المتحركة رالف إغلستون شريط فيديو لجبال تيبوي الموجود في متنزه كانايما الوطني. ظهرت جبال تيبوي سابقاً في فلم أخر من إنتاج ديزني، وهو ديناصور، في عام 2004، أمضى دوكتر وأحد عشر فناناً آخر من بيكسار ثلاثة أيام للوصول إلى جبل رورايما بالطائرة وسيارة الجيب والمروحية. كما أمضوا هناك ثلاث ليالٍ في الرسم والتخطيط، وواجهوا النمل والبعوض والعقارب والضفادع والثعابين. ثم طاروا إلى جبل ماتاوي-تيبوي وتسلقوا إلى شلالات آنجل. يقول دوكتر" "رأينا نباتات وتشكيلات صخرية في البرازيل لم نتمكن من استخدامها، فهي بعيدة عن الواقعية، إذا وضعناها في الفلم فلن تصدقوها." كانت مخلوقات الفلم أيضاً تمثل تحدياً في التصميم لأنه كان عليها أن تتلاءم مع البيئة السيرالية لجبال تيبوي، ولكن كان يجب أيضاً أن تكون واقعية لأن هذه الجبال موجود في الحياة الواقعية. زار صانعو الفلم بعد ذلك حديقة حيوانات ساكرامنتو في كاليفورنيا لمشاهدة صور لطائر مونال الهيمالايا من أجل الرسوم المتحركة الخاصة بشخصية كيفن. صمم رسامو الرسوم المتحركة شخصية راسل باعتباره أمريكياً-آسيوياً، وصمموا راسل على غرار رسام الرسوم المتحركة بيبيتر سوهن بسبب طبيعته النشيطة.
بينما تصمم بيكسار عادةً شخصياتها لتكون كاريكاتورية، كانت شخصية كارل أكثر من ذلك، إذ كان قصيراً جدا. لم يُعط له ملامح مسنة مثل النمش الشيخوخي أو شعر الأذن لإبقائه جذاباً، ومع ذلك أعطوه تجاعيد وبثور على أنفه وسماعة أذن وعكازة لجعله يبدو مسناً. أراد دوكتر أن يدفع بإحساسٍ منمق، خاصة خاصة الطريقة التي يتناسب بها رأس كارل، فهو لديه مظهر مربع يرمز إلى احتوائه داخل منزله، بينما رأس راسل مستدير مثل البالون. كان التحدي في الفلم هو جعل الشخصيات المنمقة تبدو طبيعية، أثر رسامو الكاريكاتير أل هيرشفيلد وهانك كيتشام وجورج بوث على التصاميم البشرية للشخصيات. كانت محاكاة القماش الواقعي على الشخصيات البشرية الكارياتورية أصعب من صنع 10000 بالون يحلق بالمنزل. صُنع برنامج جديد لمحاكاة القماش ولريش كيفن المتقزح. لتحريك كببار السن، كان رسامو الرسوم المتحركة من بيكسار يدرسون آبائهم وأجدادهم ويشاهدون لقطات من الألعاب الأولمبية للمسنين. كان للمخرجين قواعد عديدة لتحركات كارل، ومنها أنه لا يستطيع إدارة رأسه أكثر من 15-20 درجة دون أن يدير جذعه ايضاً، ولا يمكنه رفع ذراعه عالياً. ومع ذلك، فقد أرادو أيضاً أن يصبح أكثر مرونة قرب نهاية الفلم، ويتحول إلى «بطل أفلام حركة».
حسب المدير الفني أنه لجعل منزل كارل يطير، سيحتاج إلى 23 مليون بالون، لكن دوكتر أدرك أن هذا العدد الكبير جعل البالونات تبدو كنقاط صغيرة. بدلاً من ذلك، صُممت البالونات لتكون بضعف حجم كارل. يوجد 10297 بالوناً لتصوير المنزل وهو يطير للتو، و20622 بالوناً لتصوير لمشهد الإقلاع، وعدد متفاوت من البالونات في مشاهد أخرى.

## التسويق والإصدار

### وسائط العرض المنزلية
صدر الفلم على قرص بلو راي ودي في دي في أمريكا الشمالية في 10 نوفمبر 2009، وفي المملكة المتحدة في 15 فبراير 2010. يتضمن القرص الفلم الأصلي بالإضافة إلى الفلم القصير «غائم جزئياً» (Partly Cloudy) والفلم القصير الجديد «مهمة داغ الخاصة» (Dug's Special Mission)، وتعليق صوتي للمخرج بيتي دوكتر، والفلم الوثائقي «المغامرة بإنتظارك هناك» (Adventure is Out There) الذي يتحدث عن رحلة بحث صانعي الفلم إلى أمريكا الجنوبية، وفلم «نهايات مونتز العديدة» (The Many Endings of Muntz)، ونسخة رقمية للفلم.
بالإضافة إلى ذلك، أصدرت بيكسار أيضاً فلماً قصيراً بعنوان «جورج وأيه. جاي.» (George and A.J.)، من تأليف وإخراج فنان القصة المصورة جوش كولي. يوضح هذا الفلم ما فعله العاملان في منزل «شادي أوكس» للتقاعد بعد أن غادر كارل بمنزله الطائر. كان الفلم متاحاً في البداية للشراء من متجر آي تيونز ثم نُشر لاحقًا على صفحات بيكسار على فيسبوك ويوتيوب.
في الأسبوع الأول من إصداره المنزلي، باع الفلم 3,969,792 وحدة (بلغت قيمتها 66,057,339 دولاراً أمريكياً)، وفي النهاية بلغ المجموع الكلي لأعداد الوحدات المباعة 10,811,453 وحدة (بلغت قيمتها 182,591,149 دولاراً أمريكياً)، ليصبح قرص الدي في دي الأكثر مبيعًا من بين تلك التي تم إصدارها في عام 2009 من حيث عدد الوحدات المباعة، أما من حيث إيرادات المبيعات فقد حل الفلم في المركز الثالث بعد الإصدارات المنزلية لأفلام المتحولون: ثأر الهاوي والشفق.
كان الإصدار المستأجر للفلم لكل من نيتفلكس وبلوك باستر وريد بوكس مثيرًا للجدل لأنه فشل في تضمين الترجمة النصية. واجهت ديزني رد فعل عنيف من المستهلكين بشأن هذا الأمر وأصدرت بسرعة بيانًا مفاده أن هذه الإزالة كانت خطأ مؤسفًا وأنها تتحرك لإصلاح المشكلة.
صدر الفلم على قرص بلو راي فائق الدقة 4K في 3 مارس 2020.

## الإستقبال

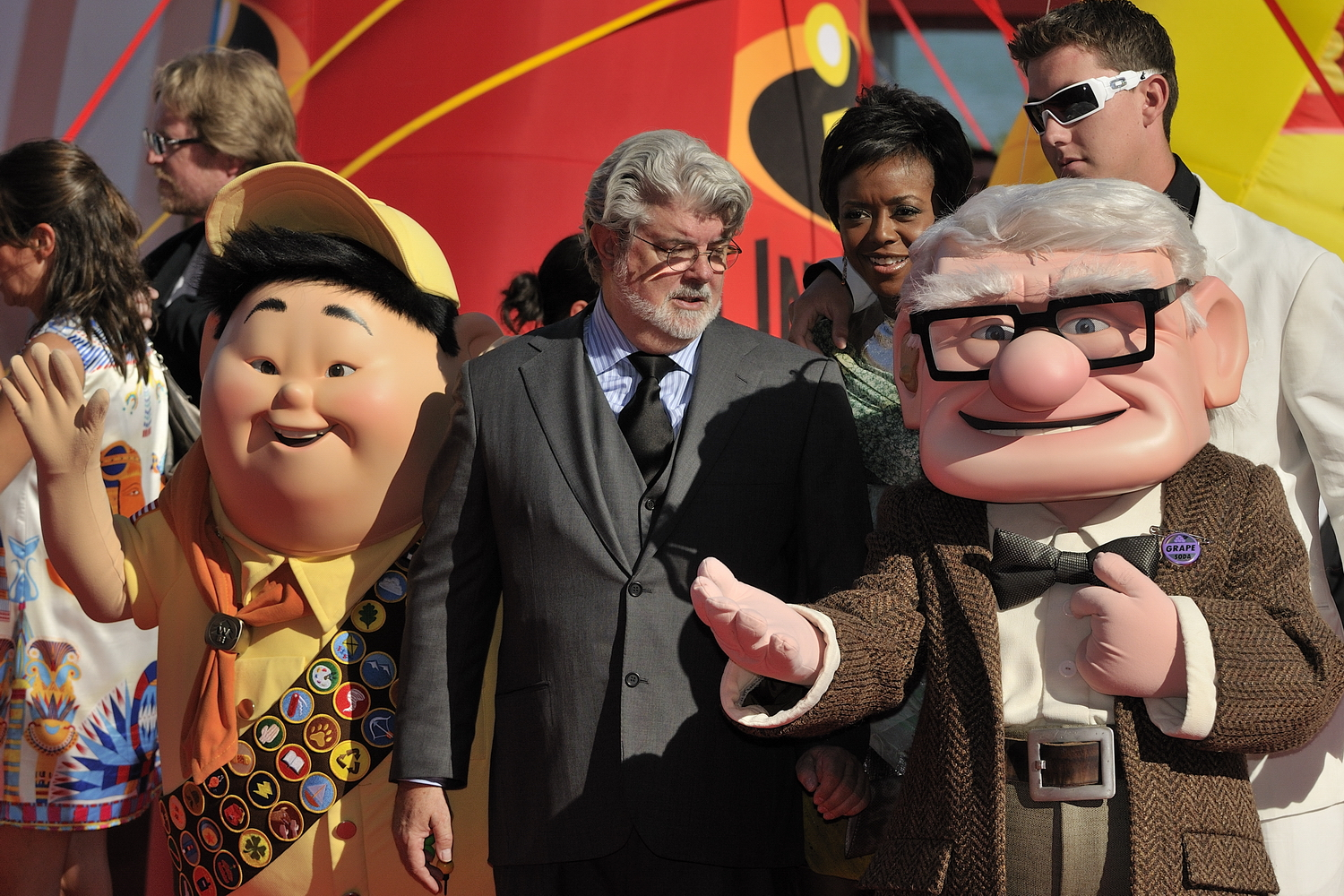
صورة لشباك التذاكر

### شباك التذاكر
حقق الفلم إيرادات تبلغ 293 مليون دولار أمريكي في الولايات المتحدة وكندا، وحوالي 442.1 مليون دولار أمريكي في البلدان الأخرى، ليصبح مجموع الإيرادات العالمي 735.1 مليون دولار أمريكي.[73] كان سادس أعلى فلم إيراداً في عام 2009، وفلم بيكسار الرابع والفلم الثاني والتسعون وفلم الرسوم المتحركة الرابع والعشرون الأعلى إيراداً على الإطلاق.
في الولايات المتحدة وكندا، «فوق» هو الفلم الخامس والتسعون الأعلى ربحاً قبل حدوث التضخم، وهو عاشر أعلى أفلام ديزني وسابع أعلى فلم ثلاثي الأبعاد وسادس أعلى فلم رسوم متحركة وخامس أعلى فلم في عام 2009 ورابع أعلى أفلام بيكسار إيراداً على الإطلاق. في عطلة نهاية الأسبوع الافتتاحي، كان أداؤه أقوى مما توقع المحللون، حيث تصدر المركز الأول في شباك التذاكر بإيرادات تبلغ 68,108,790 دولار أمريكي. هذا هو رابع أعلى أفتتاح إيراداً لبيكسار وثالث أكبر أفتتاح لفلم بعد عطلة يوم الذكرى. كان 53% من الجمهور في الإسبوع الافتتاحي من الإناث و47% تحت سن 17 عاماً. شهد الفلم انخفاضات صغيرة في عطلات نهاية الاسابيع اللاحقة، لكنه خسر المركز الأول أمام فلم صداع الكحول.
خارج الولايات المتحدة وكندا، يحتل الفلم المرتبة 43 من حيث أعلى الأفلام إيراداً، وهو عاشر أعلى فلم رسوم متحركة وخامس أعلى فلم في عام 2099 وثالث أعلى أفلام بيكسار إيراداً. تصدر الفلم شباك التذاكر خارج الولايات المتحدة وكندا لثلاث أسابيع متتالية ولأربعة أسابيع في المجموع. سُجلت أعلى الإيرادات في عطلات نهاية الأسبع الافتتاحي في فرنسا والمغرب العربي (8.88 مليون دولار)، والمملكة المتخدة وإيرلندا ومالطا (8.44 مليون دولار)، واليابان (7.24 مليون دولار). كانت هذه المناطق الثلاثة أيضاً ألأعلى إيراداً للأرباح في الإجمالي. بين الدول الكبرى، كان أعلى فلم رسوم متحركة ربحاً لعام 2009 فقط في إسبانيا (37.1 مليون دولار) وأستراليا (25.3 مليون دولار) وكوريا الجنوبية (6.32 مليون دولار).

### الاستجابة النقدية
أعطى المراجعون في موقع روتن توميتوز الفلم درجة 98% بناءً على 298 مراجعة، وهو الفلم الأعلى تقييماً في ذلك العام على الموقع، بمتوسط تقييم بلغ 8.70 من 10. يقول الإجماع النقدي في الموقع: «مغامرة مثيرة ومضحكة ومؤثرة، يقدم الفلم قصة متقنة على أكمل وجه، تُسرد بذكاء ومرتبة بعمق، بالإضافة إلى كونه متعة بصرية أخرى من بيكسار». وقد منح موقع ميتاكريتيك، الذي يستخدم المتوسط الموَزَّن، الفلم درجة 88 من أصل 100 بناءً على 37 نقداً، مما يشير إلى «إشادة عالمية». أعطى الجمهور الذي استطلع آراؤه بواسطة سينماسكور الفلم درجة نادرة "A+" على مقياس A+ إلى F.
تلقت شخصية كارل فريدريكسن استقبالًا إيجابيًا في أغلب المراجعات. أشاد بيل كابوداجلي، مؤلف كتاب "Innovate the Pixar Way"، بكارل لقدرته على أن يكون وغداً ومحبوباً في نفس الوقت. وصف محرر وول ستريت جورنال جو مورجنسترن كارل بأنه فظ، وقد قارنه بالممثل باستر كيتون، لكنه أضاف أن هذه الصفة تبدأ في التلاشي مع تقدم الفلم. قورن كارل بالممثل سبنسر تريسي، الذي كان له تأثير على تصميم الشخصية، من قبل محرر صحيفة واشنطن بوست آن هورنادي  ومحرر إمباير أونلاين إيان فرير، الذي وصفه بأنه مشابه لتريسي في فلمه «خمن من سيأتي للعشاء». وصفت ليزا شوارزباوم، محررة مجلة إنترتينمنت ويكلي، مظهر كارل بأنه خليط بين سبنسر تريسي واحدى رسومات جورج بوث الغريبة. تمت مقارنته أيضًا بالممثل والتر ماثو، وهو مصدر إلهام آخر لتصميم الشخصية، من قبل محرر «آل أيه ويكلي» سكوت فونداس، مشيراً إلى ان ممثل صوت كارل «إد أسنر» كان يتبع أسلوب والتر ماثو عند آداء شخصية كارل. وصف المحرر تود مكارثي من مجلة فارايتي كارل بأنه مزيج من كل من تريسي وماثو.
تم الإشادة بالعلاقة بين كارل وزوجته إيلي في العديد من وسائل الإعلام. في كتابه «ديزني وبيكسار والرسالة المخفية لأفلام الأطفال» (Disney, Pixar, and the Hidden Message of Children's Films)، وصف المؤلف إم كيث بوكير الحب بين كارل وإيلي بأنه مؤثر. وبينما كان يصف أيضاً مشهد الاثنين وهم يكبران في السن بأنه «تحفة من نوعها»، لم يكن بوكير متأكدً من مدى إعجاب الأطفال بهذا المشهد، وعلق مضيفاً أن ابنه كان يتلوى في مقعده أثناء مشاهدة المشهد. أشاد الناقد جيمس بيراردينيلي على موقع "Reelviews" بالعلاقة بين كارل وزوجته، مشيراً إلى انها جعلته يذرف الدموع بطريقة لم يفعلها أي فلم رسوم متحركة من قبل، بما في ذلك أعمال الأنمي التي اخرجها هاياو ميازاكي. من جريدة شيكاغو تريبيون، أشاد ما يكل فيلبس بالمشهد واصفاُ اياه بانه «قوة عاطفية وسينمائية». ومع ذلك انتقدت المحررة على موقع صالون ستيفاني زاكارك الحب بين كارل وإيلي واصفة زواجهما بأنه يشبه إعلان لاصق لطقم الأسنان أكثر من كونه علاقة حقيقة.
قوبل راسل كشخصية أمريكية-آسيوية، إلى جانب اختيار ممثل صوت أمريكي-آسيوي في هذا الدور بشكل إيجابي. مُنح كل من ممثل الصوت «جوردان ناغاي» والفلم جائزة من قبل «إيست ويست بلايرز» لتصويرهم شخصية راسل. وأشادت «إيست ويست بلايرز» بشركة بيكسار لإبتكارها شخصية أمريكية-آسيوية قائلةً: «نحن فخورون بتكريم شركة أفلام تقدمية للغاية مثل بيكسار التي اختارت شخصية آسيوية-أمريكية إلى جانب شخصية مسنة للعب دور البطولة في فلم روائي طويل». وراسل هو أول شخصية آسيوية تؤدي دور البطولة في عمل من إنتاج بيكسار. أشادت المنظمات والمواقع الترفيهية الأمريكية-الآسيوية، مثل موقع الرقابة الاعلامية «شبكة ميديا اكشن للامريكيين الآسيويين» (MANAA) وموقع Racebending.com ومدونة "Angry Asian Man" بالشخصية وبشركة بيكسار لتصويرها شخصيات متنوعة، مشيرة إلى النقص العام في الشخصيات الأمريكية-الآسيوية بدور البطولة والممثلين الآسيويين في قطاع الترفيه.

### الجوائز
حصل الفلم على جائزتين في حفل توزيع جوائز الأوسكار الثاني والثمانون، وهما جائزة أفضل فلم رسوم متحركة وجائزة أفضل موسيقى تصويرية. والفلم الثاني من بين ثلاثة أفلام رسوم متحركة رشحت لجائزة الأوسكار لأفضل فلم، افلام الرسوم المتحركة الأخرى هي الجميلة والوحش (1991) وحكاية لعبة 3 (2010) والتي ترشحت لجائزة أفضل فلم في دورات سنواتها. حصل فلم «فوق» أيضاً على جائزة أفضل موسيقى تصويرية وجائزة أفضل فلم رسوم متحركة في حفل توزيع جوائز الغولدن غلوب السابع والستون. رُشح الفلم لتسع جوائز آني في ثماني فئات، وفاز بجائزتين «أفضل فلم رسوم متحركة» و«أفضل إخراج في فلم روائي طويل». حصل الفلم أيضاً على جائزة «غولدين توميتو» من موقع روتن توميتوز لأعلى فلم تقييماً في عام 2009 ولأفضل فلم رسوم متحركة تمت مراجعته، بحصوله على نسبة 98% من النقاد بناءً على 259 مراجعة. في جوائز اختيار أطفال نكلوديون عام 2010، فاز الفلم بجائزة «فلم الرسوم المتحركة المفضل». حصل مؤدي الصوت جوردان ناغاي على جائزة "Breakout Performance" في حفل توزيع جوائز فيجينيري للذكرى الرابع والاربعين لإيست ويست بلايرز لآداءه دور «راسل». كما منحت المنظمة أيضاً الفلم جائزة "EWP Visionary Award" لإختياره بطل فلم من اصول آسيوية-أمريكية. حصل الكلب الناطق «داغ» على جائزة «بالم دوغ» من قبل نقاد السينما البريطانيين كأفضل أداء لكلب في مهرجان كان السينمائي، حيث فاز على الثعلب من فلم ضد المسيح وكلب البودل الأسود من فلم أوغاد مجهولون.

## مسلسلات مشتقة

### أيام داغ
في 10 ديسمبر 2020، في «يوم مستثمري ديزني»، أُعلن عن مسلسل رسوم متحركة تدور أحداثه بعد أحداث الفلم بعنوان «أيام داع» (Dug Days) سيُعرض على منصة ديزني+. سيركز المسلسل على شخصيات كارل وداغ حيث يقيمان في الضاحية. سيتم عرض المسلسل لأول مرة في نوفمبر من عام 2021.

## العاب فيديو
في 26 مايو 2009، تم إصدار لعبة فيديو بنفس الاسم تعمل على منصات متعددة.
تم إصدار لعبة فيديو أخرى بعنوان «كينيكت راش: مغامرة بين ديزني وبيكسار»، في 20 مارس 2012، تعمل على إكس بوكس 360. يضم شخصيات من خمسة من أفلام بيكسار وهي: فوق وحكاية لعبة وخلطة بيطة بالصلصة وسيارات وأبطال خارقون.
في عام 2018، تم إصدار لعبة فيديو «ليغو الخارقين» والتي تضمنت عدة إشارات إلى فلم فوق وشخصياته.

## وصلات خارجية
- موقع ديزني الرسمي
- فوق على موقع IMDb (الإنجليزية)
- فوق على موقع ميتاكريتيك (الإنجليزية)
- فوق على موقع الموسوعة البريطانية (الإنجليزية)
- فوق على موقع روتن توميتوز (الإنجليزية)
- فوق على موقع نتفليكس (الإنجليزية)
- فوق على موقع قاعدة بيانات الأفلام العربية
- فوق على موقع ألو سيني (الفرنسية)
- فوق على موقع Turner Classic Movies (الإنجليزية)
- فوق على موقع أول موفي (الإنجليزية)
- فوق على موقع بوكس أوفيس موجو (الإنجليزية)

1. ↑  Narcisse، Evan (8 ديسمبر 2011). "Pixar Teams Up With Microsoft For Kinect Rush". Kotaku. مؤرشف من الأصل في 2018-11-17. اطلع عليه بتاريخ 2011-12-09.